# Sady Baby
Sady Baby, nome artístico de Sady Plauth (Erechim, 30 de março de 1954), é um ator, produtor, diretor e roteirista brasileiro.[carece de fontes?]

## Carreira
Possui em seu currículo 28 produções do gênero erótico, boa parte delas produzida no final da era da pornochanchada.
Em novembro de 2005 chamou a atenção da mídia quando a paternidade de uma moça de 17 anos foi questionada entre ele e o cantor Ovelha, também popular no final da década de 1980. Desde então, Sady fazia aparições pontuais na mídia, em possível tentativa de autopromoção.[carece de fontes?]
Voltou a filmar em 2008, depois de quase 20 anos longe das câmeras, tendo terminado dois filmes: Tesão dos Crentes e o polêmico A Filha do Diretor, onde uma das atrizes era sua filha. Os filmes foram apreendidos pela Polícia Federal porque, supostamente, algumas atrizes eram menores de idade.[carece de fontes?]

## Prisão
Foi preso em 25 de fevereiro de 2013, em uma barreira da Polícia Rodoviária Federal na BR-116, em Caxias do Sul, na Serra Gaúcha. O ator e diretor portava documentos falsos em nome de um morador do Paraná. Sady Baby e Patrícia, sua namorada, teriam aberto contas em bancos da região para receber os talões de cheque e cartões de crédito. Os cheques eram usados em restaurantes, hotéis, mercados e lojas, entre outros. A suspeita é que o casal tenha aplicado golpes em vários estabelecimentos nos meses anteriores à prisão. Eles foram acusados pelo crime de estelionato.

## Filmografia
- 2008 - Tesão dos Crentes
- 2008 - A Filha do Diretor
- 1992 - Ônibus da Suruba 2[4]
- 1991 - Alucinações de um Gozador
- 1990 - Ônibus da Suruba
- 1989 - Cresce na Boca
- 1988 - Rolaentrando
- 1988 - Engolindo a Cobra
- 1988 - Soltando a Franga
- 1986 - Alucinações Sexuais de um Macaco
- 1986 - A Bicharada
- 1986 - Emoções Sexuais de um Jegue
- 1986 - Emoções Sexuais de um Cavalo
- 1986 - A Mulher do Touro
- 1986 - Máfia Sexual
- 1986 - Vive Duro
- 1986 - O Jeito é Jegue
- 1986 - Meus Homens meu Cavalo
- 1986 - O Cavalo e a Potranca
- 1986 - Meninas Virgens e P…
- 1986 - No Calor do Buraco
- 1986 - O Come Tudo
- 1985 - Troca de Óleo
- 1985 - De C… pra Cima
- 1985 - As Mil e Uma Maneiras de Sexo Explícito
- 1985 - Caiu de Boca[5]
- 1985 - A Praia da Sacanagem[6]
- 1984 - Paraíso da Sacanagem[7]
- 1984 - Escândalo na Sociedade